# Rejon birsztański

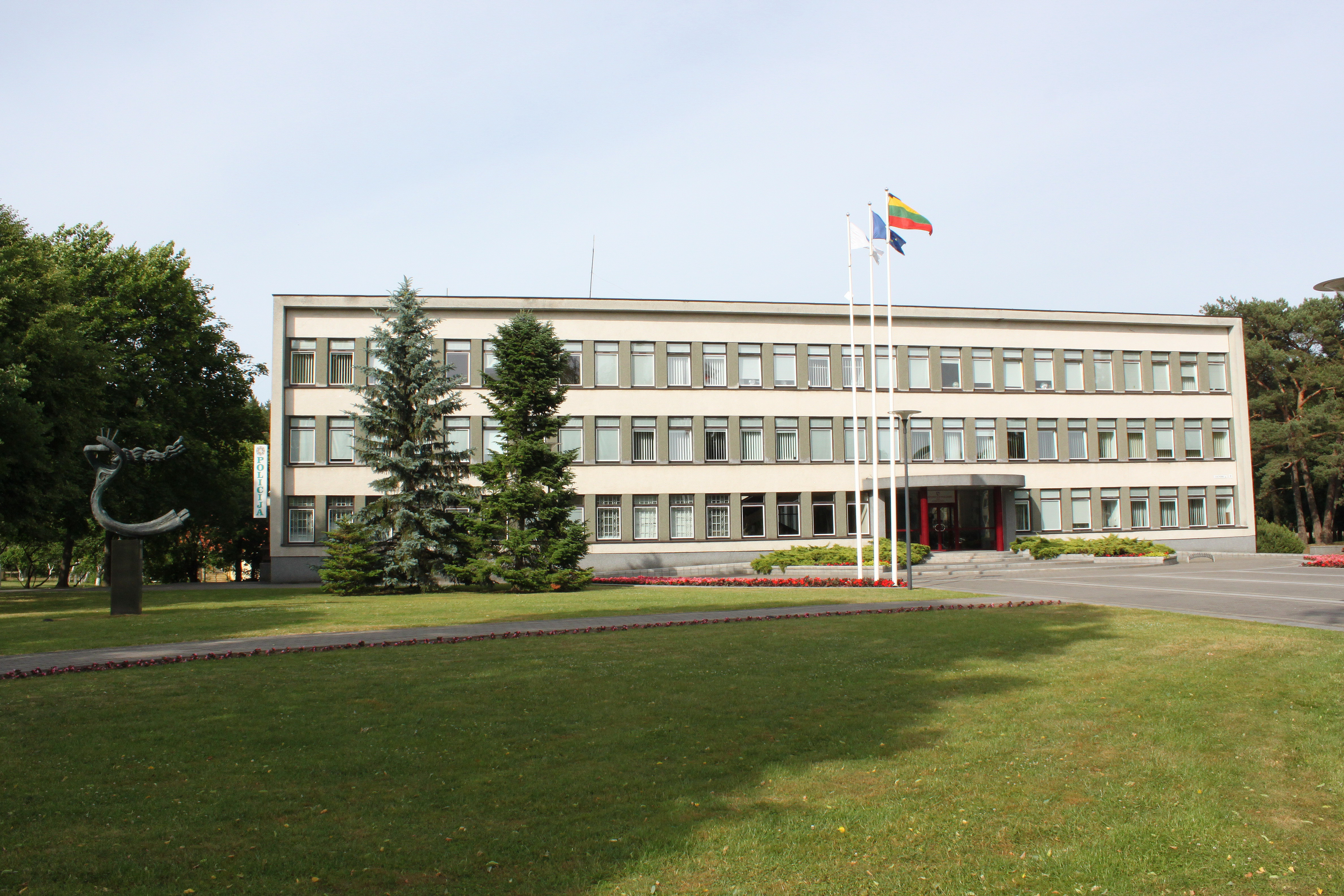
Budynek administracyjny rejonu

Rejon birsztański (lit. Birštono savivaldybė) – rejon w południowej Litwie, w okręgu kowieńskim. Siedzibą rejonu są Birsztany. Według danych z 2020 roku rejon był zamieszkiwany przez 4069 osób.
Według spisu z 2011 Litwini stanowili 97,9%, Rosjanie 0,71% a Polacy 0,35% populacji.
Na terenie rejonu znajduje się większość Parku Regionalnego Zakola Niemna.
Maksymalna wysokość na terenie rejonu wynosi 113 metrów na wzgórzu Kernuvai.
Rejon powstał w 2000 po połączeniu częściu rejonu preńskiego z gminą Birsztany.